# Selinum kraussianum
Selinum kraussianum är en flockblommig växtart som beskrevs av George Bentham och Joseph Dalton Hooker. Selinum kraussianum ingår i släktet krusfrön, och familjen flockblommiga växter. Inga underarter finns listade i Catalogue of Life.